# Catapariprosopa trispina
Catapariprosopa trispina är en tvåvingeart som först beskrevs av Villeneuve 1937.  Catapariprosopa trispina ingår i släktet Catapariprosopa och familjen parasitflugor.
Artens utbredningsområde är Kongo. Inga underarter finns listade i Catalogue of Life.